# Volo Turkish Airlines 726
Il volo Turkish Airlines 726 è un collegamento passeggeri internazionale operante dall’aeroporto di Istanbul all’aeroporto di Katmandu. Il 4 marzo 2015, durante la fase di atterraggio all’aeroporto nepalese, il carrello principale di sinistra dell’A330 atterrò fuori pista, determinando il collasso del carrello anteriore dell’aeromobile.

## L’aereo
Il velivolo coinvolto nell'incidente era un Airbus A330-300, marche TC-JOC, numero di serie 1522. Effettuò il suo primo volo il 29 aprile 2014 e venne consegnato nuovo alla Turkish Airlines due mesi dopo, il 27 maggio. Al momento dell'incidente, avvenuto solamente dieci mesi dopo la sua costruzione, l'aereo aveva accumulato 4 139 ore in 732 cicli di volo. Era equipaggiato con due motori General Electric CF6-80E1A3.

## L'incidente
Il volo era il primo volo internazionale in arrivo previsto in arrivo quella mattina. Dopo essere sceso dall'altitudine di crociera, entrò in un circuito di attesa a 21 000 piedi (6 400 m) alle 06:12 ora locale (00:27 UTC) fino alle 07:00 circa (01:15 UTC), quando venne autorizzato ad un avvicinamento VOR/DME alla pista 02. L'avvicinamento venne annullato all'incirca al punto di mancato avvicinamento a 1 DME e l'aeromobile effettuò una riattaccata. Il velivolo si posizionò per un secondo avvicinamento alla pista 02, atterrando a sinistra della linea centrale della pista con il carrello principale sinistro fuori dalla superficie pavimentata. Il velivolo toccò il terreno soffice e il carrello d'atterraggio anteriore cedette.
L'aeromobile era atterrato a sinistra della linea di mezzeria perché il database FMGS NAV conteneva le coordinate della testata per un proposto spostamento della soglia della pista 02. Tale proposta era stata successivamente ritirata tramite un NOTAM, ma non era stata aggiornata dalla compagnia aerea nel FMGS. Inoltre, le coordinate pubblicate inizialmente erano imprecise, in quanto spostate a sinistra rispetto alla soglia effettiva. Questo problema era stato notato e segnalato da un precedente volo Turkish Airlines il 2 marzo. Al momento dell'atterraggio, le modifiche all'FMGS non erano ancora state effettuate.

## Le indagini
Nel final report, pubblicato 7 mesi dopo l'incidente, viene riportata come causa:
(AAIC Nepal, Final report Turkish Airlines 726)